# Hans Quiding

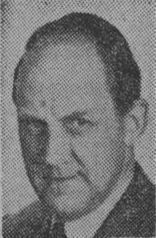
Hans Quiding

Hans Axelsson Quiding, född 5 januari 1901 i Växjö, död 1 augusti 1977 i Kalmar, var en svensk arkitekt. 
Efter studentexamen i Växjö 1919 utexaminerades Quiding från Kungliga Tekniska Högskolan 1924 och från Kungliga Konsthögskolan 1928. Han var anställd hos arkitekt Folke Bensow 1924–1926, hos professor Gunnar Asplund 1926–1930, blev arkitekt vid Byggnadsstyrelsen 1931 och var intendent på dess stadsplanebyrå från 1937. Han var Svenska Arkitekters Riksförbunds sekreterare från förbundets stiftande 1936 till 1939  och ledamot i Stockholms skönhetsråd 1945-1952 samt 1961-1963. Han var styrelseledamot för International Federation for Housing and Planning, Haag, 1951-1958, i Försvarets fastighetsnämnd 1958-1961 och vice ordförande i Statens konstråd 1961-1967.
Han medverkade i svensk och utländsk fackpress och föreläste i stadsplanekonst vid Konsthögskolan 1939-1941. 